# San Mar
San Mar és una concentració de població designada pel cens dels Estats Units a l'estat de Maryland. Segons el cens del 2000 tenia 515 habitants.

## Demografia
Segons el cens del 2000, San Mar tenia 515 habitants, 167 habitatges, i 108 famílies. La densitat de població era de 151,8 habitants per km².
Dels 167 habitatges en un 21,6% hi vivien nens de menys de 18 anys, en un 59,9% hi vivien parelles casades, en un 1,8% dones solteres, i en un 35,3% no eren unitats familiars. En el 28,7% dels habitatges hi vivien persones soles el 22,8% de les quals corresponia a persones de 65 anys o més que vivien soles. El nombre mitjà de persones vivint en cada habitatge era de 2,32 i el nombre mitjà de persones que vivien en cada família era de 2,92.
Per edats la població es repartia de la següent manera: un 17,1% tenia menys de 18 anys, un 4,5% entre 18 i 24, un 17,5% entre 25 i 44, un 19,6% de 45 a 60 i un 41,4% 65 anys o més.
L'edat mediana era de 54 anys. Per cada 100 dones de 18 o més anys hi havia 63 homes.
La renda mediana per habitatge era de 60.132 $ i la renda mediana per família de 60.893 $. Els homes tenien una renda mediana de 49.038 $ mentre que les dones 22.171 $. La renda per capita de la població era de 18.581 $. Cap de les famílies i el 2% de la població estaven per davall del llindar de pobresa.

## Poblacions més properes
El següent diagrama mostra les poblacions més properes.